# Mycerinus brevis
Mycerinus brevis là một loài bọ cánh cứng trong họ Cerambycidae.